# Тхавб
Тхавб или тхобе (арап. ثَوْب) је арапска хаљина и одевни предмет за становнике Арапског полуострва, која се назива и дишдаша, а кандурах, кандоора или гандурах на арапском језику.
У питању је традиционална одећа дугих рукава до глежњева коју углавном носе мушкарци у Арапско полуострво, Јордан, Сирија, Палестина, Северна Африка и неке земље источне и западне Африке, са регионалним варијацијама у називу и стилу. У зависности од локалне традиције, тхавб се може носити у формалном или неформалном окружењу; у заливским државама одмрзавање је главна свечана одећа за мушкарце. Ова реч се такође користи у неким варијантама арапског језика за означавање женске одеће, то је случај у Палестини и Судану.
Јелабије, традиционална одећа која се углавном носи у Египту и Судану, разликује се од тхавба, јер јелабије имају шири крој, без крагне (у неким случајевима, без дугмади) и има дуже, шире рукаве.